# Van Zant
Van Zant è stato un duo musicale statunitense composto dai fratelli Donnie Van Zant e Johnny Van Zant.
Entrambi sono fratelli di Ronnie Van Zant, leader dei Lynyrd Skynyrd fino alla morte avvenuta in un incidente aereo nel 1977.
Al di fuori del duo, Donnie è noto come membro dei 38 Special, mentre Johnny è il frontman dei Lynyrd Skynyrd.

## Storia del gruppo
Nato come gruppo southern rock, i due fratelli pubblicano il primo disco nel 1980 sotto il nome di “Johnny Van Zant Band”. Il duo si scioglierà nel 1985 a seguito del loro secondo album.
Nel 1998 Johnny e Donnie hanno ricostituito il duo per pubblicare due album con CMC International, anche in questo caso dopo la pubblicazione del secondo album i due si separeranno.
Riprendono l'attività come duo ancora una volta nel 2005 cambiando il loro stile e accostandosi alla musica country. Finiscono per pubblicare due album sotto l’etichetta discografica Columbia Nashville. 
Dal 2007 non svolgono più concerti assieme e non lavorano più ad album in duo, continuando a lavorare solamente alle proprie carriere.

## Discografia

### Album in studio
| Anno | Titolo                                                     | Classifiche |
| Anno | Titolo                                                     | US          |
| ---- | ---------------------------------------------------------- | ----------- |
| 1980 | No More Dirty Deals (sotto il nome “Johnny Van Zant Band”) | —           |
| 1985 | Van Zant                                                   | 170         |
| 1998 | Brother to Brother                                         | —           |
| 2001 | Van Zant II                                                | —           |
| 2005 | Get Right with the Man                                     | 21          |
| 2007 | My Kind of Country                                         | 57          |

### Album live
| Anno | Titolo           | Classifiche |
| Anno | Titolo           | US Country  |
| ---- | ---------------- | ----------- |
| 2016 | Red White & Blue | 39          |